# HD ready
HD ready – logo wprowadzone przez organizację EICTA (ang. European Information, Communications and Consumer Electronics Technology Industry Associations) jako znak wyróżniający urządzenia mogące wyświetlać sygnał wysokiej rozdzielczości.

logo HD ready

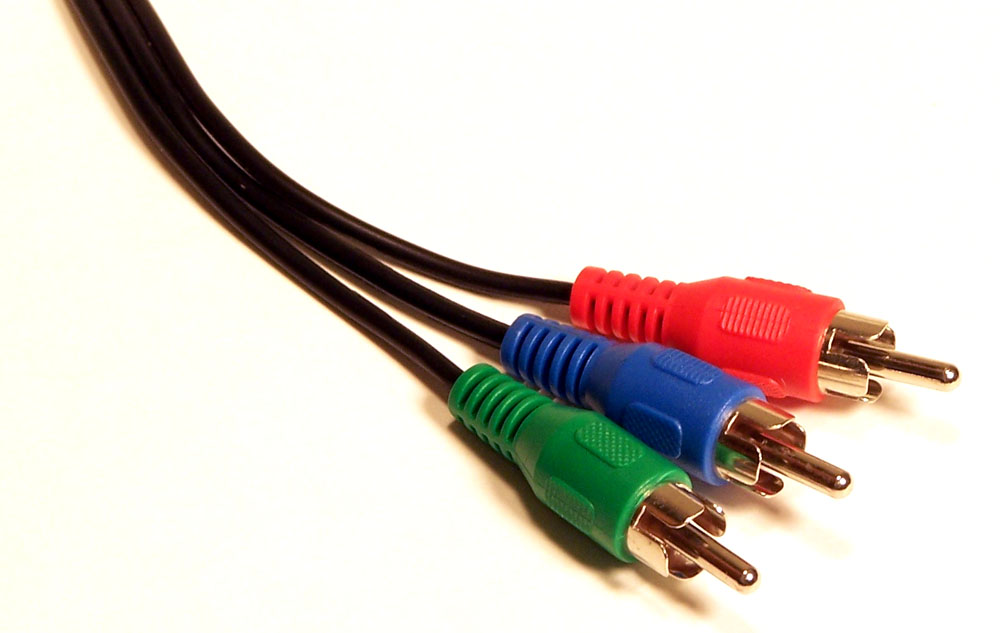
Analogowy (komponentowy) kabel typu YPbPr

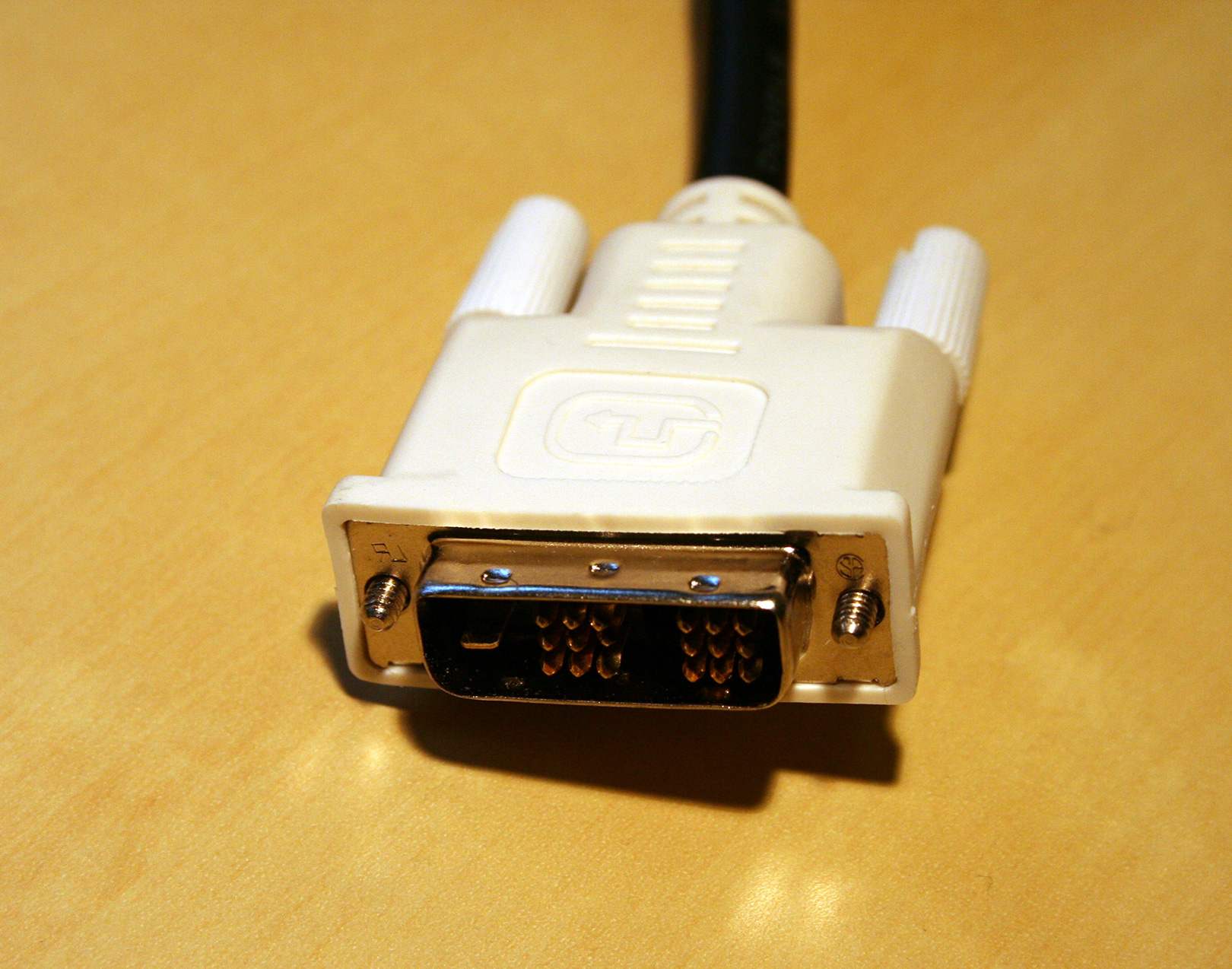
Złącze kabla DVI do karty graficznej (męski)

Minimalne wymagania, jakie musi spełniać urządzenie, aby otrzymać logo HD ready:
- Rozdzielczość ekranu 720 linii

Urządzenie musi posiadać:
- analogowe wejście YPbPr (komponentowe)
- cyfrowe wejście DVI lub HDMI obsługujące technologię HDCP
- wejścia muszą obsługiwać następujące formaty przy częstotliwościach 50 i 60 Hz:
- 1280×720 ze skanowaniem progresywnym (720p)

Typowy telewizor bez Full HD, z HD Ready ma rozdzielczość 1366×768 pikseli. Telewizory o dokładnie 720 liniach nie są powszechnie dostępne.
Specjalnie dla odbiorników telewizyjnych zaprojektowano podobne logo HD TV – urządzenie, aby je otrzymać, musi spełniać takie same wymagania, jak dla otrzymania logo HD ready.
30 sierpnia 2007 roku organizacja EICTA zaprezentowała dwa nowe logo, które mogą być umieszczane na produktach spełniających odpowiednie kryteria:
- HD ready 1080p – przeznaczone dla urządzeń (w tym dla telewizorów plazmowych i LCD), które mogą odbierać, przetwarzać i wyświetlać sygnał wysokiej rozdzielczości w trybie 1080p
- HD TV 1080p – tak jak poprzednio, przeznaczone wyłącznie dla odbiorników telewizyjnych

Powyższe logotypy zastępują potoczną nazwę „Full HD”, zapewne ze względu na przyszłościowe zwiększenie do wyższych rozdzielczości, co będzie się odznaczać kolejnymi, coraz wyższymi wartościami.
Umieszczenie logo na urządzeniu jest dobrowolne, wymaga zawarcia odpowiedniej umowy pomiędzy producentem a organizacją EICTA. Brak takiego logo nie musi oznaczać, że nie obsługuje ono sygnału wysokiej rozdzielczości.